# Tyson Wheeler
Tyson Aaron Wheeler (New Britain, Connecticut, 8 de octubre de 1975) es un exjugador y entrenador de baloncesto estadounidense que jugó un partido en la NBA, desarrollando el resto de su carrera en la CBA, y en diversas ligas europeas y centroamericanas. Con 1,77 metros de estatura, lo hacía en la posición de base. Es desde 2022 entrenador asistente de la Universidad Brown.

## Trayectoria deportiva

### Universidad
Jugó durante cuatro temporadas con los Rams de la Universidad de Rhode Island, en las que promedió 15,3 puntos, 5,3 asistencias y 2,8 rebotes por partido. En su segunda temporada fue incluido en el segundo mejor quinteto de la Atlantic-10 Conference, y en las dos siguientes en el primero, siendo el mejor asistente de la conferencia en 1998, con 6,0 pases de canasta por partido.

### Profesional
Fue elegido en la cuadragésimo séptima posición del Draft de la NBA de 1998 por Toronto Raptors, pero acabó fichando por el Fenerbahçe Ülkerspor de la liga turca, con los que disputó los playoffs, promediando 8,0 puntos y 3,0 asistencias por partido.
Al año siguiente los Raptors traspasaron sus derechos junto con Chauncey Billups a los Denver Nuggets a cambio de Dean Garrett, Bobby Jackson y una primera ronda del draft de 1999. Firmó un contrato no garantizado con los Nuggets, con los que únicamente llegó a disputar un partido en el que logró 4 puntos y 2 asistencias.
Jugó posteriormente en ligas menores de su país y en la liga dominicana, hasta que en 2003 fichó por el Pallacanestro Cantù de la liga italiana, donde jugó una temporada en la que promedió 11,9 puntos y 3,0 asistencias por partido. Al año siguiente fue fichado por el Teramo Basket de la misma competición, donde promedió 15,9 puntos y 4,6 asistencias.
En 2005 cambió de país y se marchó a jugar al BCM Gravelines de la liga francesa, donde en su única temporada promedió 15,1 puntos y 5,9 asistencias. Al año siguiente fichó por el Le Mans Sarthe Basket, promediando 7,2 puntos y 3,7 asistencias. Acabó su carrera jugando en ligas menos relevantes en Europa, como la de Portugal, Chipre y Rumanía.

### Entrenador
En 2008, tras dejar el baloncesto como jugador, entró a formar parte de la estructura de la Universidad Fairfield como director de operaciones del equipo de baloncesto. Dos años más tarde accedió al banquillo como entrenador asistente, puesto que ocupa en la actualidad.

## Estadísticas de su carrera en la NBA

### Temporada regular
| Temporada | Edad | Equipo         | Liga | Pos. | P | TIT | MIN | TC  | TCA | %TC   | 3P  | 3PA | %3P   | 2P  | 2PA | %2P | TL  | TLA | %TL  | R.OF. | R.DEF. | REB | ASIS | ROB | TAP | PER | FP  | PTS |
| 1998-99   | 23   | Denver Nuggets | NBA  | PG   | 1 | 0   | 3.0 | 1.0 | 1.0 | 1.000 | 1.0 | 1.0 | 1.000 | 0.0 | 0.0 |     | 1.0 | 2.0 | .500 | 0.0   | 0.0    | 0.0 | 2.0  | 0.0 | 0.0 | 0.0 | 1.0 | 4.0 |
| Total     |      |                | NBA  |      | 1 | 0   | 3.0 | 1.0 | 1.0 | 1.000 | 1.0 | 1.0 | 1.000 | 0.0 | 0.0 |     | 1.0 | 2.0 | .500 | 0.0   | 0.0    | 0.0 | 2.0  | 0.0 | 0.0 | 0.0 | 1.0 | 4.0 |